# Cyathea humblotii
Cyathea humblotii är en ormbunkeart som beskrevs av Bak. Cyathea humblotii ingår i släktet Cyathea och familjen Cyatheaceae. Utöver nominatformen finns också underarten C. h. concava.